# Grenoble School of Management
Grenoble School of Management (Grenoble École de Management, GEM) és una escola de negocis europea amb seu a Grenoble. Va ser fundada l'any 1984. ·  GEM se situa entre les escoles de negocis més ben valorades del món: el 2015 va ocupar la 20a posició a la llista de les millors escoles de negocis europees publicada pel Financial Times. L'any 2015, el mateix diari va escollir el seu programa de Master in Management com el 20a del món. A més a més, el seu MBA figura en 94a posició a escala mundial. GEM imparteix també un programa de doctorat i diferents programes de màster d'administració especialitzats en màrqueting, finances, emprenedoria i altres disciplines. Els programes de l'escola compten amb una triple acreditació, a càrrec dels organismes AMBA, EQUIS i AACSB. ·  Per l'escola hi han passat més de 25.000 estudiants que després han ocupat llocs de responsabilitat en el món dels negocis i la política. Actualment compta amb 7.000 alumnes i 50 programes des del grau fins al doctorat.